# Villasbuenas
Villasbuenas es un municipio y localidad española de la provincia de Salamanca, en la comunidad autónoma de Castilla y León. Se integra dentro de la comarca de Vitigudino y la subcomarca de La Ramajería. Pertenece al partido judicial de Vitigudino.
Su término municipal está formado por las localidades de Villasbuenas y Barreras, ocupa una superficie total de 39,51 km² y según los datos demográficos recogidos en el padrón municipal elaborado por el INE en el año 2024, cuenta con una población de 164 habitantes.

## Toponimia
En el siglo XIII se denominaba Villabonos, nombre del que deriva el actual Villasbuenas que ya tenía en el siglo XV.

## Símbolos

### Escudo
El escudo heráldico que representa al municipio fue aprobado el 11 de marzo de 2005 con el siguiente blasón:

«Escudo cortado. Primero, de plata, con la cruz-espada santiaguista de gules, cantonada de cuatro veneras de lo mismo. Segundo, terciado en mantel; primero y segundo de oro con palo de gules, y el mantel de plata con un dragón de sinople. Timbrado de la Corona Real Española»
Boletín Oficial de Castilla y León nº 63 de 4 de abril de 2005

## Geografía
Villasbuenas se encuentra situada en el noroeste salmantino. Dista 86 km de Salamanca capital. Se encuentra en la comarca de La Ramajería. Pertenece a la Mancomunidad Centro Duero y al partido judicial de Vitigudino.
| Noroeste: Barruecopardo | Norte: El Milano | Noreste: Cabeza del Caballo |
| Oeste: Barruecopardo    |                  | Este: Valderrodrigo         |
| Suroeste Saldeana       | Sur: Barreras    | Sureste: Encinasola         |

## Historia

### Prehistoria
La población humana del municipio se data en la Edad de Bronce, fecha en la que está datado un yacimiento documentado por Juan de Manuel Alfageme y Luis Benito del Rey en el municipio.

### Época Romana
Del dominio romano sobre el término de Villasbuenas se han documentado algunos restos de su presencia, como el yacimiento en su término documentado por L. Benito del Rey y algunas estelas. Una de ellas es la dedicada a una deidad prerromana, Ciliborcae, a la que se le atribuyeron características de ninfa al vincularla también con fuentes y aguas: Baebius/Riburrus/Celiborcae/Sacrae(v(otum)·s(olvit)·l(ibens)·m(erito). Celiborcae podría ser interpretado como «Portadora de salud».

### Edad Media

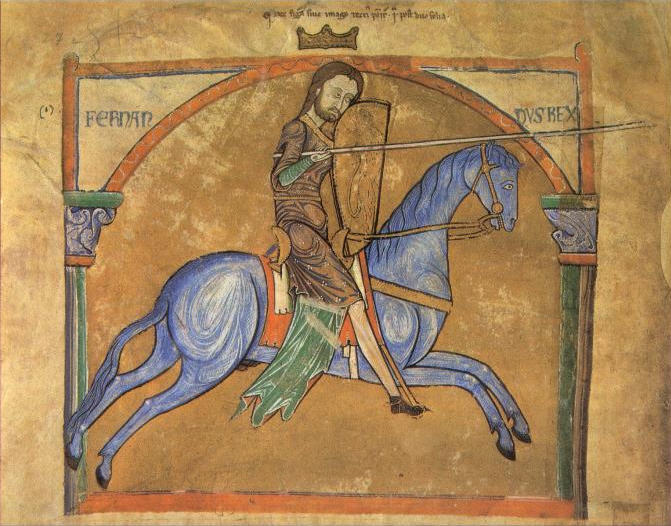
Fernando II de León otorgó Villasbuenas a la Orden de Santiago en el

La fundación de Villasbuenas se debe a la repoblación emprendida por el rey Fernando II de León en el siglo XII. Fue señorío de la Orden de Santiago de la Vicaría de Barruecopardo a la cual quedó ligada por orden de dicho monarca en el siglo XII, manteniéndose en la misma hasta 1873 bajo el obispado de León de Santiago, que encuadraba los territorios leoneses de dicha Orden, pasando entonces, con su disolución por orden papal, a formar parte de la Diócesis de Ciudad Rodrigo.
La primera referencia escrita de su existencia data de 1265, en la relación contenida en el «Summa Libro a todos los préstamos que la iglesia Catedral de la Ciudad de Salamanca ha e tiene en la dicha ciudad e en sus tierras e término e en la villa de Ledesma e su término...» donde aparece como Villabonos.

### Edad Moderna

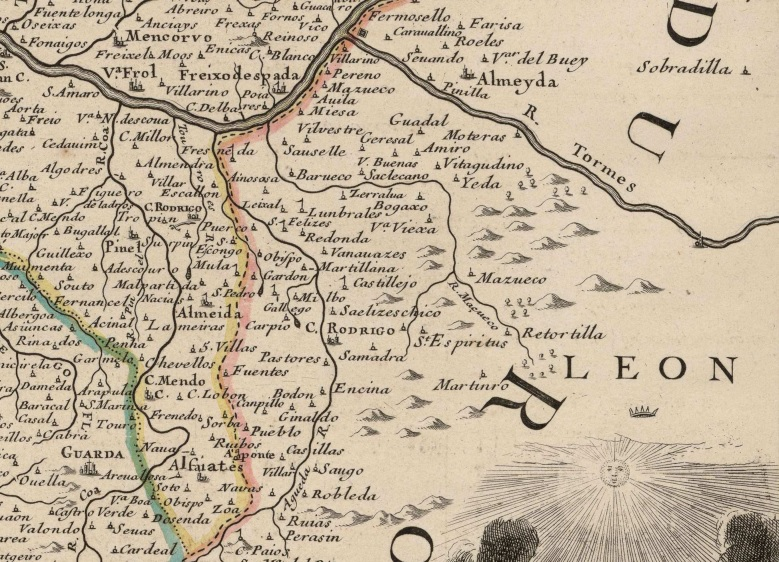
Detalle del oeste salmantino en un mapa del, en el que se puede observar Villasbuenas (escrito V. Buenas)

Hacia 1600 se constituye un Señorío en la comarca de las Arribes, detentado por donación real a Alfonso Fernández de Villarino, quien lo transmite a su hijo Gonzalo, y posteriormente al explorador del Perú Martín de Ledesma Valderrama, los lugares y sus términos: «Mazuelos-Masueco-,aldea Dávila-Aldeadávila-,Corpario-Corporario-, la Vídola,Fuentes-Fuentes de Masueco-, Villasbonas-Villasbuenas-, la Badina, Villamuerto-Villarmuerto-, Grandes, Grandenos, Herbalejos, etc.». La intervención urbanística de Martín de Ledesma en Villarino fue muy importante hacia 1624: «e lo que compré de Gonzalo Fernández, fijo de Alfonso Fernández de Villarino, en el dicho lugar de Villarino, la mitad del lugar que yo fice nuevo dentro en el corral de las mismas casas del dicho lugar de Villarino».
En 1790 el marqués de Hinojosa obtuvo licencia real de explotación del cuarzo en la localidad durante 15 años. Posteriormente han sido diversos las empresas y comisionados que se dedicaron a su extracción y comercialización. Durante el siglo XIX gozaron de fama y consideración las joyas elaboradas con el topacio de Villasbuenas. Tal es así, que en Diccionario Geográfico-Estadístico de España y Portugal, dedicado al Rey nuestro Señor, por el Doctor Don Sebastián de Miñano... se recoge que «El año de 1806 regaló la marquesa de Zayas a la reina doña Maria Luisa dos peinetas abrillantadas, hechas de estas piedras, trabajadas con mucho gusto».

### Edad Contemporánea

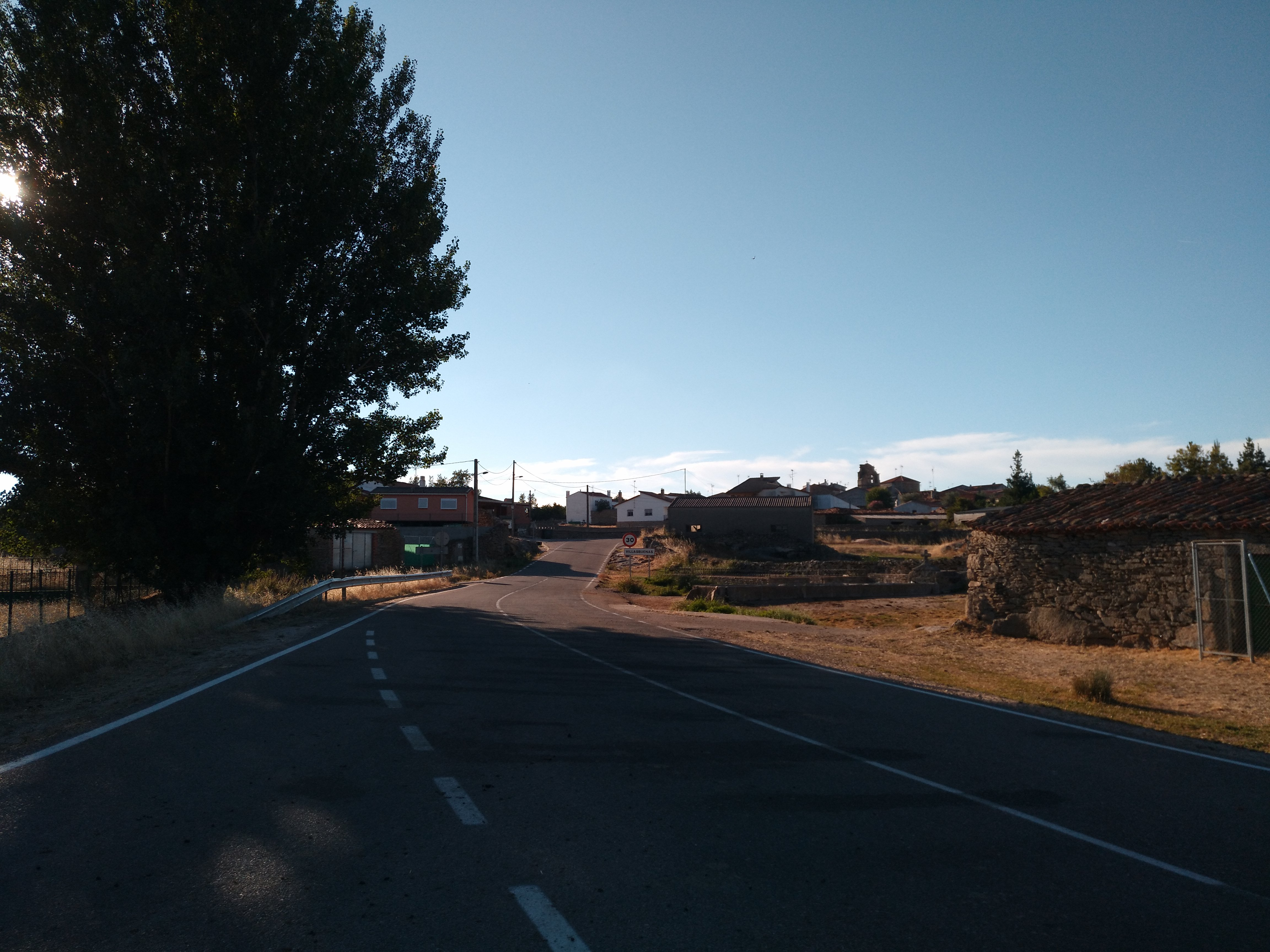
Panorámica al atardecer

Con la creación de las actuales provincias en 1833, Villasbuenas quedó integrado en la provincia de Salamanca, dentro de la Región Leonesa.
El siglo XIX trajo consigo la apertura en Villasbuenas de una mina para la extracción de cuarzo citrino o «falso topacio de Villasbuenas». A finales del siglo XVIII se hace de dominio público la existencia de cuarzo citrino de diversas tonalidades en su término, abriéndose una explotación en 1846, que en 1852 tomará el nombre de mina Amistad, que prolonga su actividad hasta la primera década del siglo XX, retomándose la actividad mediado dicho siglo bajo la explotación renombrada Margarita, que cesará su actividad en la década de los sesenta. En la actualidad las antiguas minas de cuarzo sirven como depósitos naturales de agua.
Por otro lado, en 1876, 109 de los vecinos de Villasbuenas adquirieron al marqués de Castellanos y vizconde de Ormaza las 30 yugadas del término municipal, pagando por ellas 500 000 reales y 27 casas, pajares, corrales y otros tejados por 78 600 reales. Los lotes variaron entre 125 y 1500 pts.

## Demografía
Villasbuenas cuenta con una población de 164 habitantes (INE 2024).
| Gráfica de evolución demográfica de Villasbuenas entre 1842 y 2021 |
| |
| Población de derecho según los censos de población del INE Población de hecho según los censos de población del INEEntre el censo de 1857 y el anterior, crece el término del municipio porque incorpora a 375006 (Barreras) |

Según el Instituto Nacional de Estadística, Villasbuenas tenía, a 31 de diciembre de 2018, una población total de 191 habitantes, de los cuales 106 eran hombres y 85 mujeres. Respecto al año 2000, el censo refleja 312 habitantes, de los cuales 163 eran hombres y 149 mujeres. Por lo tanto, la pérdida de población en el municipio para el periodo 2000-2018 ha sido de 121 habitantes, un 39 % de descenso.
El municipio se divide en dos núcleos de población. De los 191 habitantes que poseía el municipio en 2018, Villasbuenas contaba con 168, de los cuales 93 eran hombres y 75 mujeres, y Barreras con 23, de los cuales 13 eran hombres y 10 mujeres.

### Transporte
Con respecto al transporte de viajeros en autobús, la compañía Arribes Bus S.L. ofrece servicios por carretera entre el municipio, Salamanca y Vitigudino. Los lunes, miércoles y viernes sale de Salamanca a las 13:15 h. y las 18:00 h. Los martes y jueves sólo a las 13:15 h. Desde Villasbuenas sale los lunes, miércoles y viernes a las 8:00 h y las 15:30 h. Los martes y jueves sólo a las 8:00 h. Desde Villasbuenas sale los martes otra línea con destino Vitigudino a las 11:30 h.

## Monumentos y lugares de interés
- Iglesia parroquial de Nuestra Señora de la Expectación.

## Administración y política
| Partido político                         | 2019  | 2019  | 2019       | 2015  | 2015  | 2015       | 2011  | 2011  | 2011       | 2007  | 2007  | 2007       | 2003  | 2003  | 2003       |
| Partido político                         | %     | Votos | Concejales | %     | Votos | Concejales | %     | Votos | Concejales | %     | Votos | Concejales | %     | Votos | Concejales |
| Partido Popular (PP)                     | 66,90 | 97    | 4          | 63,40 | 97    | 4          | 58,29 | 102   | 4          | 50,00 | 104   | 4          | 41,41 | 82    | 3          |
| Partido Socialista Obrero Español (PSOE) | 24,83 | 36    | 1          | 23,53 | 36    | 1          | 39,43 | 69    | 1          | 49,52 | 103   | 3          | 55,56 | 110   | 4          |

El alcalde de Villasbuenas no reporta información sobre su sueldo (2017).